# Riduzione (tessitura)

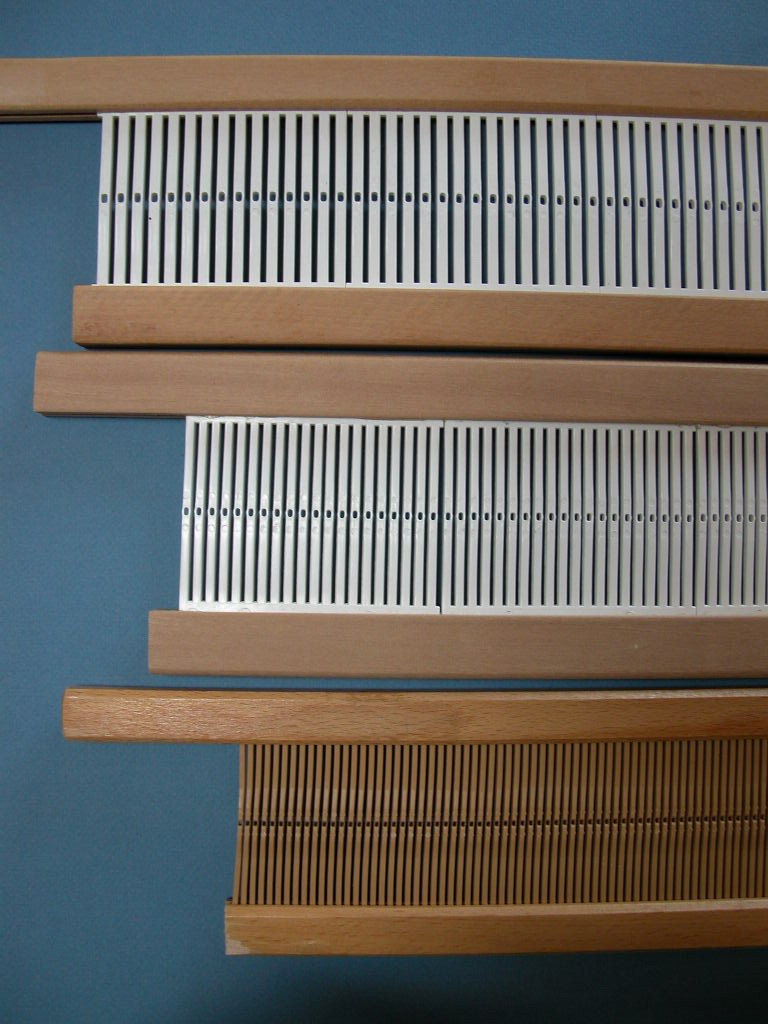
Pettini liccio con riduzione 3-4-6 (dall'alto)

Riduzione è il termine con cui, in tessitura, si indica il numero di fili che costituiscono un centimetro di ordito o di trama. La riduzione, con il titolo dei filati, contribuisce a determinare le caratteristiche del tessuto. Viene indicata con un numero (es. 3, 4, 6, 20...) che corrisponde al numero di fili in un centimetro.

## Riduzione del pettine
La riduzione definisce inoltre le caratteristiche del pettine del telaio, quante fessure contiene ogni centimetro. Il pettine più largo può avere riduzione 2, cioè avere due lamelle che tengono distanziati due fili ogni centimetro, quelli più fitti 3/4/6... fino a n. Se il filato è molto sottile, come la seta o fibre sintetiche, vengono tirati più fili in una sola fessura, non essendo possibile per resistenza strutturale dei materiali moltiplicare eccessivamente il numero delle lamelle.
Segue la normativa UNI EN 1049/2.
Lo strumento che agevola il conteggio della riduzione è il contafili.